# Еремеево (Любомировское сельское поселение)
Еремеево — деревня в Шекснинском районе Вологодской области.
Входит в состав сельского поселения Любомировского, с точки зрения административно-территориального деления — в Любомировский сельсовет.
Расстояние по автодороге до районного центра Шексны — 34 км, до центра муниципального образования Любомирово — 1,3 км. Ближайшие населённые пункты — Миронково, Строкино, Котово, Любомирово, Лево.
По переписи 2002 года население — 14 человек.